# Sanjay Dina Patil
Pour les articles homonymes, voir Patil.
Sanjay Dina Patil (en marathi : संजय दिना पाटील) est un homme politique indien, né le 16 janvier 1969 à Bombay. Membre du Parti du congrès nationaliste, il représente la circonscription de Mumbai Nord-Est (en) à la XVe législature de la Lok Sabha de 2009 à 2014,. Il échoue aux élections législatives de 2014 et passe son siège à Kirit Somaiya (en) du BJP.